# Coreopsis wrightii
Coreopsis wrightii là một loài thực vật có hoa trong họ Cúc. Loài này được (A.Gray) H.M.Parker mô tả khoa học đầu tiên năm 1975.